# Olaf Grawert

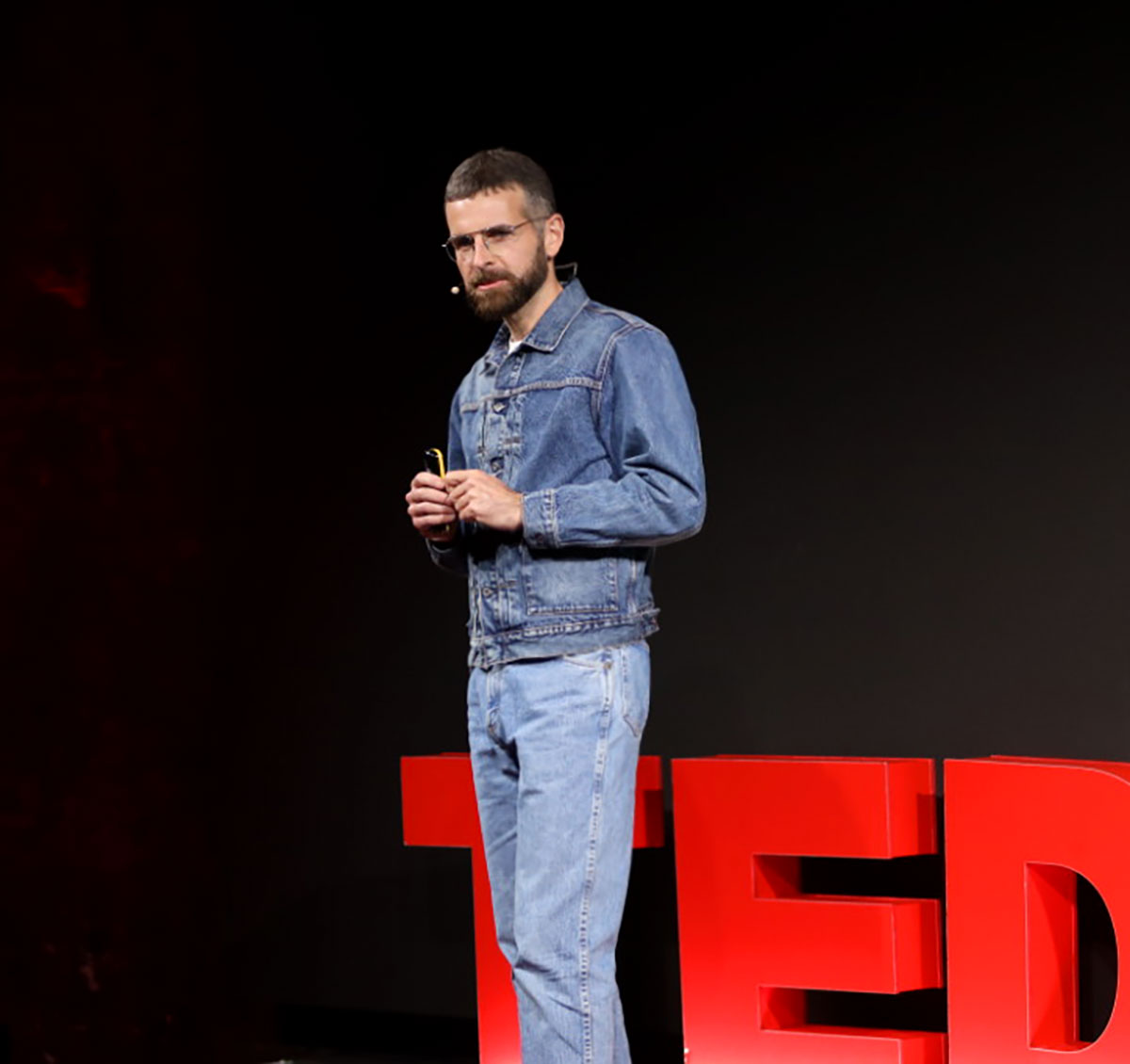
Olaf Grawert während seines TED Talks

Olaf Grawert (geb. 1987 in Österreich) ist Architekt und Co‑Initiator der Europäischen Bürgerinitiative HouseEurope!, die sich auf EU‑Ebene für eine sozial‑ökologische Bauwende einsetzt. Er setzt sich praktisch wie theoretisch mit Architektur im Verhältnis zu Politik und Ökonomie auseinander.

## Leben
Grawert studierte Architektur und Städtebau an der Universität Innsbruck und TU Berlin. Während seines Studiums arbeitete er am Lehrstuhl für Architekturtheorie mit Bart Lootsma. Er lebt in Berlin und arbeitet zwischen Berlin und Zürich, wo er an der ETH Zürich lehrte.

## Wirken
Seine Arbeit zeichnet sich durch eine politische Architekturpraxis aus, die sich auch Formaten außerhalb der Architektur bedient.
Im Jahr 2015 begann er in dem Berliner Architekturbüro Brandlhuber+ (seit 2021 [b+]) zu arbeiten. Als Partner des Büros behandelt er seit 2015 Themen wie die Bodenfrage, Kooperation und Koproduktion in der Architektur und die ökonomischen, politischen und sozialen Bedingungen von Raumproduktion. Diese wurden in Form von Bauten, Filmen, Publikationen, Vorträgen und Teilnahme an Diskussionen aufgearbeitet und vermittelt. In der Praxis wurden diese unter anderem mit dem Projekt „San Gimignano Lichtenberg“ umgesetzt, in dem das Büro b+ als Prototypenwerkstatt in einem Restbestand der ehemaligen VEB Elektrokohle Lichtenberg tätig ist. Die Zeitschrift AD Architectural Digest hat das Team von b+ in die Liste AD100 — 2022 aufgenommen.
Zu den Themen Bodenfrage und der politischen Handlungsfähigkeit von Architekten sind die Filme „Architecting after Politics“ (2018) und „Property Drama“ (2017) in Zusammenarbeit mit Arno Brandlhuber und dem Regisseur Christopher Roth entstanden. Diese wurden unter anderem auf der 15. Architekturbiennale Venedig, der Chicago Architecture Biennial 2017, im Deutschen Architektur Zentrum und seit 2018 als Teil der Wanderausstellung „Legislating Architecture – Architecting after Politics“ gezeigt. Für die Filme wurden unter anderem Keller Easterling, Yona Friedman, Patrik Schumacher und Hans-Jochen Vogel interviewt.
2017 begann er seine Lehr- und Forschungstätigkeit an der Eidgenössischen Technischen Hochschule Zürich (ETH Zürich). Dort gründete er gemeinsam mit Arno Brandlhuber und Christopher Roth station.plus, den Lehrstuhl für Architektur und Storytelling, der sich in Lehre und Forschung mit architekturbezogenen Themen an der Schnittstelle von Medien, Kommunikation und Öffentlichkeit beschäftigt.
Er ist Gastredner, Kritiker und Vortragender an internationalen Bildungseinrichtungen. 
Seit 2014 ist er Co-Editor der Interview-Plattform „WIA – What is Architecture?“.

## Architekturbiennale Venedig
Für die Architekturausstellung war er gemeinsam mit Arno Brandlhuber, Nikolaus Hirsch und Christopher Roth einer der vier Kuratoren des Deutschen Pavillons bei der 17. Architekturbiennale Venedig. Neben Architektur behandelte der Beitrag (2038 – Die Neue Gelassenheit) gesellschaftspolitische Fragestellungen. Der Beitrag wurde überwiegend positiv besprochen und sorgte aufgrund des radikalen Ansatzes für Kontroversen unter den Besuchern:
Anstatt eines Ausstellungskatalogs wurde der Beitrag von einer Ausgabe der Straßenzeitung Arts of the Working Class begleitet bei der Grawert die Gastredaktion innehatte.

## HouseEurope!
Im Jahr 2023 war Olaf Grawert Mitbegründer der Europäischen Bürgerinitiative (European Citizens’ Initiative, ECI) HouseEurope!, die darauf abzielt, die EU-Kommission dazu zu bewegen, eine Gesetzgebung vorzuschlagen, welche den Erhalt und die Sanierung bestehender Gebäude gegenüber Abriss und Neubau fördert. Die Initiative sammelt Unterschriften in allen EU-Mitgliedstaaten und hat das Ziel, mindestens eine Million Stimmen zu erreichen.
Zu den prominenten Botschafterinnen und Botschaftern der Kampagne zählen mit dem Pritzker-Preis ausgezeichneten Architekturbüros Lacaton & Vassal, Herzog & de Meuron, die Menschenrechtsaktivistin Leilani Farha (UN-Sonderberichterstatterin für das Menschenrecht auf angemessenes Wohnen) sowie die Ökonomin Ann Pettifor.
Im Dezember 2024 eröffnete das Canadian Centre for Architecture (CCA) in Montreal eine Ausstellung und zeigte den Film "To Build Law", der die Entstehung von HouseEurope! dokumentiert. Der Film ist zudem Teil der Hauptausstellung der 19. Internationalen Architekturbiennale von Venedig.

## Publikationen (Auswahl)
- ARCH+ (English Publication), The Business of Architecture (Editor). Spectormag GbR, Berlin 2024, ISBN 978‑3‑95905‑861‑2.
- Team 2038 (Hrsg.): 2038. The New Serenity. Sorry Press, München 2021, ISBN 978-3-9820440-4-0.
- Arts of the Working Class (Hrsg.): Issue 17 – The New Serenity. Reflektor Monde, Berlin 2021.
- ARCH+ (English Publication), The Property Issue. Politics of Space and Data (Editor). ARCH+ Verlag, Berlin 2020, ISBN 978-3-931435-57-8, Birkhäuser, Basel 2020.
- ARCH+ 236: Posthumane Architektur (Editor). ARCH+ Verlag, Berlin 2019, ISBN 978-3-931435-53-0.
- ARCH+ (English Publication): The Property Issue – Ground Control and the Commons (Editor). ARCH+ Verlag, Berlin 2018, ISBN 978-3-931435-46-2.
- ARCH+ 231: The Property Issue – Von der Bodenfrage und neuen Gemeingütern (Editor). ARCH+ Verlag, Berlin 2018, ISBN 978-3-931435-45-5.
- Olaf Grawert, Ludwig Engel: 2038 – Die neue Gelassenheit. In: Bianca Anna Boeckle, Celina Martinez-Cañavate, Peter A. Staub (Hrsg.): Beyond the Biennale. Discourses on the Cultural Impact of the International Architecture Exhibition in Venice. Triest Verlag, Zürich 2021, ISBN 978-3-03863-067-8.
- Olaf Grawert: Eigentum verpflichtet! und Privat handelt öffentlich. Über die Vereinbarkeit von wirtschaftlich und sozial. In: Francesca Ferguson, MAKE_SHIFT (Hrsg.): Make City – A Compendium of Urban Alternatives. Stadt anders machen. Jovis Verlag, Berlin 2019, ISBN 978-3-86859-567-3.

## Ausstellungen (Auswahl)
- 2024/25: „Groundwork. To Build Law“, CCA Canadian Centre for Architecture, Montreal, Kanada
- 2020/21: „2038. The New Serenity“, Deutscher Pavillon Architekturbiennale Venedig, Venedig, Italien
- 2018/19: „Legislating Architecture | Architecting after Politics (*****S)“, vai Vorarlberger Architektur Institut, Dornbirn, Österreich
- 2019: „legislating architecture: architecting after politics“, aut. architektur und tirol, Innsbruck, Österreich
- 2017/18: „The Property Drama“, Chicago Cultural Center